# Museo Bröhan
El museo Bröhan es un museo estatal enfocado en art nouveau, art déco y funcionalismo, localizado en el distrito de Charlottenburg, Berlín. Lleva el nombre de su fundador, el empresario y coleccionista de arte Karl. H. Bröhan (1921-2000), que donó su colección al estado de Berlín con motivo de su 60 cumpleaños. En 1983, fue inaugurado en su espacio actual, perteneciente al conjunto del Palacio de Charlottenburg y que fue construido originalmente para el regimiento de la guardia. Desde 1994 es un museo estatal.
Alberga una colección única de art nouveau, art déco y funcionalismo, así como obras de la Secesión de Berlín. Estas áreas de interés se complementan con exposiciones temporales de bellas artes, artes aplicadas y diseño desde 1950 hasta la actualidad.

## Historia
Karl H. Bröhan, en cuyo honor fue nombrado el museo, fue un vendedor calificado y propietario de un negocio mayorista odontológico. Comenzó a coleccionar porcelana del siglo XVIII de la Royal Porcelain Manufactory a principios de la década de 1960. En la actualidad, estas piezas forman la base de la colección de porcelana del Belvedere en el Parque del Palacio de Charlottenburg. A mediados de la década de 1960, su interés como coleccionista se desplazó hacia las obras de art nouveau que en ese momento habían sido olvidadas en gran medida.
A partir de esto, se desarrolló una colección en constante crecimiento de arte aplicado y visual del art nouveau, que posteriormente incluyó obras de art déco y funcionalismo, así como pinturas de la Secesión de Berlín. En 1973, Bröhan abrió un museo privado en su Villa en el distrito de Dahlem en Berlín, adquirido especialmente para su colección, haciéndola accesible al público por primera vez. En su 60 cumpleaños,  donó su colección al estado de Berlín. El 14 de octubre de 1983, el museo se trasladó a su ubicación actual en Schloßstraße 1a, un antiguo edificio de cuarteles que pertenecía al conjunto del Palacio de Charlottenburg. En 1994, el museo pasó a convertirse en museo estatal de Berlín.